# Alex Dujshebaev
Alex Dujshebaev Dovichebaeva, född 17 december 1992 i Santander i Kantabrien, är en spansk handbollsspelare (högernia). Han är son till handbollstränaren och tidigare spelaren Talant Dujshebaev, och äldre bror till handbollsspelaren Daniel Dujshebaev.

## Meriter med klubblag
- EHF Champions League: 2017 med RK Vardar
- Polsk mästare: 2018, 2019, 2020, 2021, 2022 och 2023 med Vive Kielce
- Polska cupen: 2018, 2019 och 2021 med Vive Kielce
- Makedonsk mästare: 2015, 2016 och 2017 med RK Vardar
- Makedonska cupen: 2014, 2015, 2016 och 2017 med RK Vardar
- SEHA-ligan: 2014 och 2017 med RK Vardar